# EF Education-Oatly
Das Team EF Education-Oatly ist ein US-amerikanisches Radsportteam im Straßenradsport der Frauen.

## Organisation und Geschichte
Nachdem das UCI Women’s WorldTeam EF Education-Tibco-SVB, das mit dem Männerteam EF Education-EasyPost seit 2022 kooperiert hatte, nach der Saison 2023 aufgelöst wurde, kündigte Die Betreibergesellschaft des Männerteams die Gründung eines eigenen Frauenteams unter dem Namen EF Education-Cannondale zur Saison 2024 an. Trotz der Ähnlichkeit im Namen hat das neu gegründete Team keinerlei Verbindung zum aufgelösten, lediglich vier Fahrerinnen wechselten in das neue Team. EF Education-Cannondale ist zunächst als UCI Women’s Continental Team lizenziert.
Hauptsponsor ist wie beim Männerteam die Unternehmensgruppe EF Education First. Zweiter Titelsponsor ist der Fahrradhersteller Cannondale, der auch das Team mit Rennrädern ausstattet. Ende Juni 2024 gab das Team die Zusammenarbeit mit Oatly, einem Hersteller von Haferdrinks, bekannt, der als weiterer Titelsponsor im Teamnamen erscheint.
Beim ersten Rennen des Teams überhaupt erzielte Noemi Rüegg gleich den ersten Sieg für das Team, als sie die Trofeo Felanitx-Colònia de Sant Jordi im Rahmen der Mallorca Challenge Feminina gewann. Im Verlauf der Saison konnte das Team mit Etappenerfolgen beim Giro d’Italia Women, bei der Vuelta a Burgos Feminas und der La Vuelta Femenina vier Siege auf der UCI Women’s WorldTour erzielen. Mit insgesamt 14 Erfolgen schloss das Team die Saison als bestplatziertes Continental Team ab. Zudem stellte das Team mit Kristen Faulkner die Olympiasiegerin von Paris im Straßenrennen.
Zur Saison 2025 wurde das Team als UCI Women’s ProTeam lizenziert und gehört damit zu den ersten sieben Teams in dieser Kategorie nach Einführung durch die UCI.

## Mannschaft 2025
| Teamkader 2025                   | Teamkader 2025    | Teamkader 2025     | Teamkader 2025                          |
| Name                             | Geburtsdatum      | Land               | Vorheriges Team                         |
| -------------------------------- | ----------------- | ------------------ | --------------------------------------- |
| Megan Armitage (1. Jan.–3. Apr.) | 12. August 1996   | Irland             | Arkéa Pro Cycling Team (2023)           |
| Nina Berton                      | 3. August 2001    | Luxemburg          | Ceratizit-WNT Pro Cycling (2024)        |
| Letizia Borghesi                 | 16. Oktober 1998  | Italien            | EF Education-TIBCO-SVB (2023)           |
| Kim Cadzow                       | 18. Dezember 2001 | Neuseeland         | Team Jumbo-Visma (2023)                 |
| Henrietta Christie               | 23. Januar 2002   | Neuseeland         | Human Powered Health (2024)             |
| Clara Émond                      | 5. Februar 1997   | Kanada             | Arkéa Pro Cycling Team (2023)           |
| Veronica Ewers                   | 1. September 1994 | Vereinigte Staaten | EF Education-TIBCO-SVB (2023)           |
| Kristen Faulkner                 | 18. Dezember 1992 | Vereinigte Staaten | Team Jayco AlUla (2023)                 |
| Lotta Henttala                   | 28. Juni 1989     | Finnland           | AG Insurance-Soudal Quick-Step (2023)   |
| Alison Jackson                   | 14. Dezember 1988 | Kanada             | EF Education-TIBCO-SVB (2023)           |
| Cédrine Kerbaol                  | 15. Mai 2001      | Frankreich         | Ceratizit-WNT Pro Cycling (2024)        |
| Nina Kessler                     | 4. Juli 1988      | Niederlande        | Team Jayco AlUla (2023)                 |
| Mirre Knaven                     | 18. August 2004   | Niederlande        | AG Insurance-Soudal NXTG (2024)         |
| Sarah Roy                        | 27. Februar 1986  | Australien         | Cofidis (2024)                          |
| Noemi Rüegg                      | 19. April 2001    | Schweiz            | Team Jumbo-Visma (2023)                 |
| Magdeleine Vallieres             | 10. August 2001   | Kanada             | EF Education-TIBCO-SVB (2023)           |
| Babette van der Wolf             | 29. April 2004    | Niederlande        | Lifeplus Wahoo (2024)                   |
| Alexandra Volstad                | 3. Januar 2006    | Kanada             | Grouwels-Watersley R&D Road Team (2024) |
|                                  |                   |                    |                                         |
| Quelle: ProCyclingStats          |                   |                    |                                         |

## Platzierungen in der UCI-Weltrangliste
| UCI Ranking | UCI Ranking | UCI Ranking             | UCI Ranking |
| Jahr        | Teamwertung | Einzelwertung           |             |
| ----------- | ----------- | ----------------------- | ----------- |
| 2024        | 12.         | Kristen Faulkner (19. ) |             |
|             |             |                         |             |
| Quelle: UCI |             |                         |             |